# Irvine (Kentucky)
Irvine település az Amerikai Egyesült Államok Kentucky államában, Estill megyében, melynek megyeszékhelye is. Lakosainak száma 2360 fő (2020. április 1.).

## Népesség
A település népességének változása:

| 2010 | 2 715 |
| 2020 | 2 360 |